# Mistrzostwa Europy w Strzelectwie 2021
Mistrzostwa Europy w Strzelectwie 2021 – 38. edycja mistrzostw Europy w strzelectwie, których zawody zostały rozegrane w Osijeku, w dniach 22 maja-5 czerwca 2021 roku.
Klasyfikację medalową wygrała Rosja przed Włochami i Francją. Polska zajęła 15. pozycję w tej samej klasyfikacji.

## Medaliści

### Seniorzy
| Konkurencja                           | Data      | Złoto                                                                    | Srebro                                                                  | Brąz                                                                |
| MĘŻCZYŹNI                             |           |                                                                          |                                                                         |                                                                     |
| karabin pneumatyczny, 10 m            | 24 maja   | István Péni                                                              | Siergiej Richter                                                        | Władimir Maslennikow                                                |
| karabin pneumatyczny, 10 m (druż.)    | 25 maja   | Rosja · Władimir Maslennikow · Siergiej Kamienskij · Jewgienij Panczenko | Serbia · Lazar Kovačević · Milenko Sebić · Milutin Stefanović           | Chorwacja · Borna Petanjek · Petar Gorša · Miran Maričić            |
| karabin, 50 m, 3 postawy              | 29 maja   | Jon-Hermann Hegg                                                         | Henrik Larsen                                                           | Juryj Szczerbacewicz                                                |
| karabin, 50 m, 3 postawy (druż.)      | 29 maja   | Austria · Gernot Rumpler · Thomas Mathis · Patrick Diem                  | Norwegia · Simon Claussen · Henrik Larsen · Jon-Hermann Hegg            | Szwajcaria · Jan Lochbihler · Christoph Dürr · Fabio Paul Wyrsch    |
| karabin, 300 m, 3 postawy             | 3 czerwca | Steffen Olsen                                                            | Gernot Rumpler                                                          | Andreas Thum                                                        |
| karabin, 300 m, 3 postawy (druż.)     | 4 czerwca | Szwajcaria · Jan Lochbihler · Gilles Dufaux · Sandro Greuter             | Austria · Gernot Rumpler · Andreas Thum · Bernhard Pickl                | Słowenia · Robert Markoja · Rajmond Debevec · Erik Kandare          |
| karabin, 300 m, postawa leżąca        | 2 czerwca | Gernot Rumpler                                                           | Steffen Olsen                                                           | Rajmond Debevec                                                     |
| pistolet pneumatyczny, 10 m           | 24 maja   | Juraj Tužinský                                                           | Wadim Muchamietjanow                                                    | Robin Walter                                                        |
| pistolet pneumatyczny, 10 m (druż.)   | 25 maja   | Rosja · Artiom Czernousow · Wadim Muchamietjanow · Anton Aristarkow      | Włochy · Paolo Monna · Giuseppe Giordano · Alessio Torracchi            | Turcja · Serdar Demirel · İsmail Keleş · Yusuf Dikeç                |
| pistolet szybkostrzelny, 25 m         | 4 czerwca | Jean Quiquampoix                                                         | Leonid Jekimow                                                          | Clément Bessaguet                                                   |
| pistolet szybkostrzelny, 25 m (druż.) | 5 czerwca | Francja · Jean Quiquampoix · Clément Bessaguet · Yan Chesnel             | Ukraina · Maksym Horodynec · Wołodymyr Pasternak · Ołeksandr Petriw     | Czechy · Martin Podhráský · Martin Strnad · Tomas Tehan             |
| trap                                  | 2 czerwca | Matthew Coward-Holley                                                    | Jiří Lipták                                                             | Mauro De Filippis                                                   |
| trap (druż.)                          | 4 czerwca | Słowacja · Erik Varga · Marián Kovačócy · Adrian Drobny                  | Włochy · Daniele Resca · Valerio Grazini · Mauro De Filippis            | Chorwacja · Anton Glasnović · Giovanni Cernogoraz · Josip Glasnović |
| skeet                                 | 27 maja   | Gabriele Rossetti                                                        | Jeorjos Achileos                                                        | Eetu Kallioinen                                                     |
| skeet (druż.)                         | 29 maja   | Cypr · Menelaos Michaelides · Nicolas Vasiliou · Jeorjos Achileos        | Rosja · Siergiej Demin · Nikołaj Pilszczikow · Aleksander Zemlin        | Włochy · Tammaro Cassandro · Luigi Lodde · Gabriele Rossetti        |
| KOBIETY                               |           |                                                                          |                                                                         |                                                                     |
| karabin pnuematyczny, 10 m            | 24 maja   | Océanne Muller                                                           | Jessie Kaps                                                             | Sofia Ceccarello                                                    |
| karabin pnuematyczny, 10 m (druż.)    | 25 maja   | Rosja · Julija Zykowa · Anastasija Gałaszina · Julija Karimowa           | Słowenia · Urska Kuharic · Živa Dvoršak · Klavdija Jerovsek             | Rumunia · Laura Ilie · Roxana Sidi · Eliza Alexandra Molnar         |
| karabin, 50 m, 3 postawy              | 30 maja   | Sofia Ceccarello                                                         | Julija Zykowa                                                           | Jeanette Hegg Duestad                                               |
| karabin, 50 m, 3 postawy (druż.)      | 31 maja   | Rosja · Julija Zykowa · Polina Choroszewa · Julija Karimowa              | Norwegia · Katrine Lund · Jenny Stene · Jeanette Hegg Duestad           | Austria · Franziska Peer · Sheileen Waibel · Olivia Hofmann         |
| karabin, 300 m, 3 postawy             | 3 czerwca | Silvia Guignard                                                          | Elin Ahlin                                                              | Urska Kuharic                                                       |
| karabin, 300 m, 3 postawy (druż., GP) | 4 czerwca | Polska · Karolina Kowalczyk · Paula Wrońska · Sylwia Bogacka             | Szwajcaria · Silvia Guignard · Muriel Züger · Anja Senti                | N/A                                                                 |
| karabin, 300 m, postawy leżąca        | 2 czerwca | Muriel Züger                                                             | Paula Wrońska                                                           | Anja Senti                                                          |
| pistolet pneumatyczny, 10 m           | 24 maja   | Carina Wimmer                                                            | Witalina Bacaraszkina                                                   | Celine Goberville                                                   |
| pistolet pneumatyczny, 10 m (druż.)   | 25 maja   | Ukraina · Ołena Kostewycz · Polina Kolesnikowa · Julija Korostylowa      | Rosja · Witalina Bacaraszkina · Margarita Czernousowa · Daria Sirotkina | Serbia · Zorana Arunović · Brankica Zarić · Jasmina Milovanović     |
| pistolet sportowy, 25 m               | 1 czerwca | Mathilde Lamolle                                                         | Monika Karsch                                                           | Witalina Bacaraszkina                                               |
| pistolet sportowy, 25 m (druż.)       | 3 czerwca | Niemcy · Doreen Vennekamp · Monika Karsch · Carina Wimmer                | Bułgaria · Maria Grozdewa · Mirosława Minczewa · Antoaneta Kostadinowa  | Węgry · Renáta Tobai-Sike · Veronika Major · Zsófia Csonka          |
| trap                                  | 2 czerwca | Darija Semjanowa                                                         | Jessica Rossi                                                           | Carole Cormenier                                                    |
| trap (druż.)                          | 4 czerwca | Rosja · Darija Semjanowa · Jekaterina Subbotina · Julija Sawielewa       | Włochy · Fiammetta Rossi · Silvana Stanco · Jessica Rossi               | Francja · Mélanie Couzy · Loémy Recasens · Carole Cormenier         |
| skeet                                 | 27 maja   | Chiara Cainero                                                           | Zilia Batyrszina                                                        | Amber Hill                                                          |
| skeet (druż.)                         | 29 maja   | Niemcy · Nadine Messerschmidt · Katrin Butterer · Christine Wenzel       | Włochy · Diana Racosi · Martina Bartolomei · Chiara Cainero             | Rosja · Alina Fazylzjanowa · Nadieżda Konowałowa · Zilia Batyrszina |
| OPEN                                  |           |                                                                          |                                                                         |                                                                     |
| karabin 50 m, postawa leżąca          | 27 maja   | Henrik Larsen                                                            | Rebecca Köck                                                            | Aljaksandra Dmitrijewa                                              |
| karabin standardowy, 300 m            | 5 czerwca | Gernot Rumpler                                                           | Bernhard Pickl                                                          | Tomasz Bartnik                                                      |
| pistolet sportowy, 25 m               | 30 maja   | Matej Rampula                                                            | Oskar Miliwek                                                           | Artiom Czernousow                                                   |
| pistolet centralnego zapłonu, 25 m    | 5 czerwca | Peeter Olesk                                                             | Oskar Miliwek                                                           | Rusłan Łuniew                                                       |
| pistolet, 50 m                        | 27 maja   | Ołeh Omelczuk                                                            | Damir Mikec                                                             | Wiktor Bankin                                                       |
| trap podwójny                         | 5 czerwca | Anton Glasnović                                                          | Andrea Vescovi                                                          | Alessandro Chianese                                                 |
| KONKURENCJE MIESZANE                  |           |                                                                          |                                                                         |                                                                     |
| karabin pneumatyczny, 10 m (mix)      | 26 maja   | Francja I · Océanne Muller · Brian Baudouin                              | Rosja I · Anastasija Gałaszina · Władimir Maslennikow                   | Rosja II · Julija Karimowa · Siergiej Kamienskij                    |
| karabin, 50 m, 3 pozycje (mix)        | 31 maja   | Rosja I · Julija Zykowa · Siergiej Kamienski                             | Austria II · Gernot Rumpler · Sheileen Waibel                           | Norwegia II · Simon Claussen · Jenny Stene                          |
| karabin, 300 m, 3 pozycje (mix)       | 5 czerwca | Szwajcaria I · Jan Lochbihler · Silvia Guignard                          | Szwajcaria II · Gilles Dufaux · Anja Senti                              | Finlandia · Aleksi Leppa · Henna Viljanen                           |
| pistolet pneumatyczny, 10 m (mix)     | 26 maja   | Rosja I · Witalina Bacaraszkina · Artiom Czernousow                      | Serbia I · Zorana Arunović · Damir Mikec                                | Portugalia I · Joana Castelão · João Costa                          |
| pistolet szybkostrzelny, 25 m (mix)   | 2 czerwca | Ukraina I · Julija Korostylowa · Ołeksandr Petriw                        | Ukraina II · Anastasija Nimec · Wołodymyr Pasternak                     | Rosja I · Nadieżda Kołoda · Leonid Jekimow                          |
| trap (mix)                            | 3 czerwca | Włochy II · Jessica Rossi · Valerio Grazini                              | Wielka Brytania II · Matthew Coward-Holley · Charlotte Hollands         | Hiszpania I · Alberto Fernández · Fátima Gálvez                     |
| skeet (mix)                           | 28 maja   | Szwecja · Stefan Nilsson · Victoria Larsson                              | Czechy I · Jakub Tomeček · Barbora Šumová                               | Włochy II · Martina Bartolomei · Gabriele Rossetti                  |

### Juniorzy
| Konkurencja                             | Data      | Złoto                                                                    | Srebro                                                             | Brąz                                                                                      |
| MĘŻCZYŹNI                               |           |                                                                          |                                                                    |                                                                                           |
| karabin pneumatyczny, 10 m              | 22 maja   | Danilo Dennis Sollazzo                                                   | Marko Ivanović                                                     | Jesus Oviedo                                                                              |
| karabin pneumatyczny, 10 m (druż.)      | 23 maja   | Rosja · Jewgienij Potapow · Igor Skuratow · Matwiej Potapow              | Hiszpania · Jesus Oviedo · Jorge Estevez Solorzano · Juan Cecilia  | Włochy · Danilo Dennis Sollazzo · Agustin Martin Petrini · Michele Bernardi               |
| karabin, 50 m, 3 postawy                | 26 maja   | Soma Richard Hammerl                                                     | Matwiej Potapow                                                    | Nikita Turanow                                                                            |
| karabin, 50 m, 3 postawy (druż.)        | 28 maja   | Rosja · Matwiej Potapow · Igor Skuratow · Nikita Turanow                 | Węgry · Viktor Kiss · Ferenc Török · Soma Richard Hammerl          | Chorwacja · Luka Jambreus · Josip Sikavica · Tvrtko Vrcic                                 |
| pistolet pneumatyczny, 10 m             | 22 maja   | Federico Maldini                                                         | Iwan Kazak                                                         | Martin Freije Torneiro                                                                    |
| pistolet pneumatyczny, 10 m (druż.)     | 23 maja   | Białoruś · Iwan Kazak · Uładzisłau Dżemesz · Mikita Kawalionak           | Ukraina · Maksym Klimas · Danyło Mikluko · Roman Kopijka           | Słowacja · Lukas Filip · Marek Copak · Jergus Vengrini                                    |
| pistolet sportowy, 25 m                 | 24 maja   | Federico Maldini                                                         | Nikita Mann                                                        | Daniels Vilcins                                                                           |
| pistolet szybkostrzelny, 25 m           | 28 maja   | Nikita Mann                                                              | Dmitrij Maliukow                                                   | Michele Palella                                                                           |
| trap                                    | 1 czerwca | Kiriłł Bagrow                                                            | Lorenzo Franquillo                                                 | Andres Garcia                                                                             |
| trap (druż.)                            | 2 czerwca | Hiszpania · Javier Martinez Fuster · Andres Garcia · Juan Antonio Garcia | Włochy · Lorenzo Franquillo · Alberto Facci · Edoardo Antoniolo    | Finlandia · Juho Johannes Mäkelä · Kaarlo Juhani Hoppu · Juho Montonen                    |
| skeet                                   | 26 maja   | Cristian Ghilli                                                          | Kleanthis Varnavides                                               | Petros Englezoudis                                                                        |
| skeet (druż.)                           | 27 maja   | Włochy · Cristian Ghilli · Giammarcostian Tuzi · Francesco Bernardini    | Cypr · Kleanthis Varnavides · Sotiris Andreou · Petros Englezoudis | Wielka Brytania · Mitchell Brooker-Smith · Arran Colin Eccleston · Oliver George Harrison |
| KOBIETY                                 |           |                                                                          |                                                                    |                                                                                           |
| karabin pnuematyczny, 10 m              | 22 maja   | Julia Ewa Piotrowska                                                     | Eszter Mészáros                                                    | Alina Kiżbullina                                                                          |
| karabin pnuematyczny, 10 m (druż.)      | 23 maja   | Rosja · Aigul Kabibullina · Wioletta Odinajewa · Alina Kniżbullina       | Hiszpania · Helena Arias Casals · Zahra Gonzalez · Ines Martinon   | Węgry · Eszter Mészáros · Gitta Bajos · Anna Tóth                                         |
| karabin, 50 m, 3 postawy                | 25 maja   | Eszter Mészáros                                                          | Helena Arias Casals                                                | Alina Kniżbullina                                                                         |
| karabin, 50 m, 3 postawy (druż.)        | 29 maja   | Włochy · Paola Paravati · Virginia Lepri · Sofia Benetti                 | Szwajcaria · Jennifer Kocher · Marta Szabo Bouza · Sandra Arnold   | Czechy · Katerina Stefankova · Sára Karasová · Veronika Blažíčková                        |
| pistolet pneumatyczny, 10 m             | 22 maja   | Margherita Veccaro                                                       | Wasilisa Naumawa                                                   | Anna Asomczik                                                                             |
| pistolet pneumatyczny, 10 m (druż.)     | 23 maja   | Włochy · Brunella Aria · Alessandra Fait · Margherita Veccaro            | Turcja · Simal Yilmaz · Yasemon Beyza Yilmaz · Ilayda Nur Çürük    | Węgry · Sara Rahel Fabian · Viktoria Berde · Reka Ozsvath                                 |
| pistolet sportowy, 25 m                 | 27 maja   | Margherita Veccaro                                                       | Albina Biewz                                                       | Miriam Jákó                                                                               |
| pistolet sportowy, 25 m (druż.)         | 28 maja   | Rosja · Albina Biewz · Jekaterina Czikanowa · Daria Litał                | Ukraina · Wiliena Biewz · Jana Czuczmarowa · Nadija Szamanowa      | Węgry · Sara Rahel Fabian · Miriam Jákó · Tuender Szakács                                 |
| trap                                    | 1 czerwca | Lucy Charlotte Hall                                                      | Maria Inês Coelho de Barros                                        | Zina Hrdličková                                                                           |
| trap (druż.)                            | 2 czerwca | Rosja · Serafima Tarasenko · Polina Kniażewa · Alina Akhatowa            | Włochy · Gaia Ragazzini · Giorgia Lenticchia · Sofia Littame       | Czechy · Zina Hrdličková · Tereza Zaviskova · Lea Kucerova                                |
| skeet                                   | 26 maja   | Sara Bongini                                                             | Arina Kuzniecowa                                                   | Daria Liekomcewa                                                                          |
| skeet (druż.)                           | 27 maja   | Rosja · Anna Żadnowa · Arina Kuzniecowa · Daria Lekomcewa                | Włochy · Giada Longhi · Damiana Paolacci · Sara Bongini            | Słowacja · Dominika Buzasova · Miroslava Hocková · Adela Supeková                         |
| OPEN                                    |           |                                                                          |                                                                    |                                                                                           |
| karabin, 50 m, postawa leżąca           | 26 maja   | Katrin Smirnova                                                          | Michał Chojnowski                                                  | Veronika Blažíčková                                                                       |
| pistolet sportowy, 25 m                 | 30 maja   | Nikita Mann                                                              | Aleksiej Jariczyn                                                  | Dmitrij Maliukow                                                                          |
| KONKURENCJE MIESZANE                    |           |                                                                          |                                                                    |                                                                                           |
| karabin pneumatyczny, 10 m (mix)        | 23 maja   | Hiszpania I · Helena Arias Casals · Jesus Oviedo                         | Włochy II · Virginia Lepri · Agustin Martin Petrini                | Rosja I · Aigul Kabibullina · Jewgienij Potapow                                           |
| karabin, 50 m, 3 pozycje (mix)          | 27 maja   | Rosja I · Igor Skuratow · Alina Kiżbullina                               | Węgry I · Eszter Dénes · Soma Richard Hammerl                      | Węgry II · Eszter Mészáros · Viktor Kiss                                                  |
| pistolet pneumatyczny, 10 m (mix)       | 23 maja   | Białoruś I · Aljaksandra Piatrowa · Uładiszłau Dżemesz                   | Włochy I · Margherita Veccaro · Federico Maldini                   | Białoruś II · Wasilisa Nałmawa · Iwan Kazak                                               |
| pistolet szybkostrzelny, 25 m (mix, GP) | 29 maja   | Rosja · Nikita Mann · Jekaterina Czikanowa                               | Rosja · Aleksiej Jariczyn · Albina Biewz                           | N/A                                                                                       |
| trap (mix)                              | 3 czerwca | Włochy II · Giorgia Lenticchia · Lorenzo Franquillo                      | Chorwacja · Matej Vukoic · Natali Banko                            | Wielka Brytania I · Lucy Charlotte Hall · Thomas William Betts                            |
| skeet (mix)                             | 28 maja   | Włochy II · Sara Bongini · Cristian Ghilli                               | Rosja · Artem Głotow · Arina Kuzniecowa                            | Rumunia · Etienne-Cristian Islai · Raveca-Maria Islai                                     |

## Klasyfikacja medalowa
Do klasyfikacji medalowej nie wliczają się zdobycze medalowe z dwóch konkurencji rozgrywanych w ramach GP.
| Poz. | Reprezentacja   | złoto | srebro | brąz | Razem |
| ---- | --------------- | ----- | ------ | ---- | ----- |
| 1.   | Rosja           | 18    | 15     | 13   | 46    |
| 2.   | Włochy          | 16    | 12     | 7    | 35    |
| 3.   | Francja         | 5     | 0      | 4    | 9     |
| 4.   | Szwajcaria      | 4     | 2      | 2    | 8     |
| 5.   | Austria         | 3     | 5      | 2    | 10    |
| 6.   | Ukraina         | 3     | 4      | 1    | 8     |
| 7.   | Węgry           | 3     | 3      | 6    | 12    |
| 8.   | Niemcy          | 3     | 1      | 1    | 5     |
| 9.   | Hiszpania       | 2     | 3      | 4    | 9     |
| 10.  | Norwegia        | 2     | 3      | 2    | 7     |
| 11.  | Białoruś        | 2     | 2      | 3    | 7     |
| 12.  | Wielka Brytania | 2     | 1      | 3    | 6     |
| 13.  | Słowacja        | 2     | 0      | 2    | 4     |
| 14.  | Estonia         | 2     | 0      | 0    | 2     |
| 15.  | Polska          | 1     | 4      | 1    | 6     |
| 16.  | Cypr            | 1     | 3      | 1    | 5     |
| 17.  | Czechy          | 1     | 2      | 5    | 8     |
| 18.  | Chorwacja       | 1     | 1      | 3    | 5     |
| 19.  | Dania           | 1     | 1      | 0    | 2     |
|      | Szwecja         | 1     | 1      | 0    | 2     |
| 21.  | Serbia          | 0     | 4      | 1    | 5     |
| 22.  | Słowenia        | 0     | 1      | 3    | 4     |
| 23.  | Portugalia      | 0     | 1      | 1    | 2     |
|      | Turcja          | 0     | 1      | 1    | 2     |
| 25.  | Belgia          | 0     | 1      | 0    | 1     |
|      | Bułgaria        | 0     | 1      | 0    | 1     |
|      | Izrael          | 0     | 1      | 0    | 1     |
| 28.  | Finlandia       | 0     | 0      | 3    | 3     |
| 29.  | Rumunia         | 0     | 0      | 2    | 2     |
| 30.  | Azerbejdżan     | 0     | 0      | 1    | 1     |
|      | Łotwa           | 0     | 0      | 1    | 1     |